# Grattacieli di Gold Coast
La città australiana di Gold Coast, nel Queensland, possiede 20 grattacieli più alti di 127 metri. Con un'altezza di 320 metri, l'edificio più elevato della Costa d'Oro australiana è la Torre Q1.

## Grattacieli più alti
| Pos. | Nome                                             | Immagine | Altezza (m) | Piani | Anno | Note                                  |
| ---- | ------------------------------------------------ | -------- | ----------- | ----- | ---- | ------------------------------------- |
| 1    | Torre Q1                                         |          | 322         | 80    | 2005 | - Grattacielo più alto dell'Australia |
| 2    | Ocean                                            |          | 252         | 75    | 2022 |                                       |
| 3    | Soul                                             |          | 243         | 77    | 2012 |                                       |
| 4    | Circle on Cavill (Torre Nord)                    |          | 220         | 70    | 2007 |                                       |
| 5    | Hilton Surfers Hotel & Residences (Orchid Tower) |          | 188         | 58    | 2011 |                                       |
| 6    | The Dorsett and Star Residences                  |          | 180         | 55    | 2022 |                                       |
| 7    | Appartamenti Sundale                             |          | 177         | 55    | 2016 |                                       |
| 8    | Jewel Hotel Tower                                |          | 170         | 48    | 2019 |                                       |
| 9    | The Oracle (Beach Tower)                         |          | 165         | 50    | 2010 |                                       |
| 10   | Skyline North Tower                              |          | 158         | 50    | 2004 |                                       |
| 11   | Circle on Cavill (Torre Sud)                     |          | 158         | 50    | 2006 |                                       |
| 12   | Skyline Tower                                    |          | 146         | 40    | 2002 |                                       |
| 13   | Jewel Residential Tower II                       |          | 144         | 41    | 2019 |                                       |
| 14   | The Grand Mariner                                |          | 139         | 43    | 1992 |                                       |
| 15   | Breakfree Peninsula                              |          | 137         | 47    | 1982 |                                       |
| 16   | The Oracle (Hinterland Tower)                    |          | 135         | 40    | 2010 |                                       |
| 17   | Qube Broadbeach                                  |          | 131         | 42    | 2019 |                                       |
| 18   | Air on Broadbeach                                |          | 131         | 37    | 2005 |                                       |
| 19   | Rhapsody                                         |          | 130         | 41    | 2016 |                                       |
| 20   | Mantra Sun City                                  |          | 130         | 42    | 1999 |                                       |
| 21   | Southport Central (Tower B)                      |          | 130         | 40    | 2007 |                                       |
| 22   | Southport Central (Tower A)                      |          | 127         | 40    | 2006 |                                       |